# Canon EOS 7D Mark II
La Canon EOS 7D Mark II è una fotocamera reflex digitale (DSLR) professionale da 20,2 megapixel prodotta da Canon, annunciata il 15 settembre 2014 e uscita di produzione nel 2021. Sostituisce la Canon EOS 7D che è rimasta sul mercato dal 2009 al 2014.

## Aggiornamenti rispetto alla 7D
- 20,2 megapixel (5472 x 3648 pixel) contro i 18 (5184 x 3456 pixel) della precedente;
- 2 processori d'immagine DIGIC 6, contro i 2 DIGIC 4 della precedente;
- Sensibilità ISO: 100-16.000 (espandibile a 100-51.200), contro i 100-6.400 (espandibile a 100-12.800) della precedente;
- Sensore di misurazione da 150.000 pixel RGB + IR, contro il sensore a 63 zone iFCL a due livelli;
- Rispetto ai 19 punti di messa a fuoco tutti a croce della 7D, la 7D Mark II ha 65 punti di messa a fuoco con area estesa tutti a croce. Il punto di messa a fuoco centrale è a doppia croce.
- 10 fotogrammi al secondo nello scatto continuo, contro gli 8 scatti al secondo della precedente;
- Display da 3,0 pollici in formato 3:2 con una risoluzione di 1,04 milioni di pixel contro il precedente da 3,0 pollici in formato 4:3 con una risoluzione di 0,92 milioni di pixel;
- Doppio slot per SD e CF, rispetto all'unico slot per CF della 7D.

## Nuove caratteristiche
- Sistema di messa a fuoco automatico con tecnologia Dual Pixel AF in modalità Live View e durante la registrazione video;
- Modulo GPS integrato